# Alive (Meshuggah)
Pour les articles homonymes, voir Alive.
Pour plus de détails, voir Fiche technique et Distribution.
Alive est un concert filmé du groupe de musique suédois Meshuggah sorti le 5 février 2010 chez Nuclear Blast.

## Fiche technique
- Titre : Alive
- Réalisation : Ian McFarland
- Photographie : Ian McFarland
- Montage : Ian McFarland et Christopher O'Coin
- Production : Ian McFarland
- Pays :  États-Unis
- Genre : Film de concert
- Durée : 90 minutes
- Dates de sortie : 
  -  États-Unis : février 2010

## Liste des chansons

### DVD
1. Begin
2. Perpetual Black Second
3. Twenty Two Hours
4. Pravus
5. Dissemination
6. Bleed
7. Ritual
8. New Millennium Cyanide Christ
9. Cleanse
10. Stengah
11. The Mouth Licking What You've Bled
12. Machine
13. Electric Red
14. Solidarius
15. Rational Gaze
16. Moment
17. Lethargica
18. Communicate
19. Combustion
20. Humiliative
21. Infinitum
22. Straws Pulled at Random
23. End

### Contenus bonus
1. Clip de Bleed
2. making-of de Bleed
3. Micha Guitar Tour
4. Tomas Drum Tour

### Live Audio CD
1. Perpetual Black Second - 4:32
2. Electric Red - 6:02
3. Rational Gaze - 5:35
4. Pravus - 5:21
5. Lethargica - 5:52
6. Combustion - 4:16
7. Straws Pulled at Random - 5:05
8. New Millennium Cyanide Christ - 4:57
9. Stengah - 5:56
10. The Mouth Licking What You've Bled - 3:25
11. Humiliative - 5:21
12. Bleed - 7:55